# 鷹羽弘晃
鷹羽 弘晃（たかは ひろあき、1979年2月21日 - ）は、日本の作曲家、ピアニスト、指揮者。

## 経歴
東京都に生まれる。千葉県在住。桐朋女子高等学校音楽科（共学）作曲専攻、2001年桐朋学園大学作曲理論学科卒業。NTTドコモ奨学金受賞。作曲とピアノを三瀬和朗、作曲を権代敦彦、ピアノをローラン・テシュネ、指揮を小泉ひろし、秋山和慶に師事する。
1998年、隅田川左岸劇場ベニサン・ピットにて藤原大巌脚本・演出「月魂沈海（つきしろ、うみにしずむ）」の音楽を担当。
1999年、弦楽六重奏のための「サーキット」で第68回日本音楽コンクール作曲部門入選。「NHK東京児童合唱団が選ぶ日本の歌50選」の編曲に携わる。
これまで室内楽、声楽を中心にした作品を多数発表。代表作に「H2O」（ヴェネツィア・ビエンナーレ委嘱）、「ことのはひらひら」「あらべすく」（『新しいうたを創る会』委嘱）、混声合唱とピアノのための「ブルレスカ」（東京混声合唱団委嘱）など。
平成20年（2008年）度NHK全国学校音楽コンクール中学校の部課題曲「手紙」（作詞・作曲アンジェラ・アキ）の編曲を担当し、一気に知名度が上がった。翌平成21年（2009年）度も中学校の部課題曲「YELL」（作詞・作曲 水野良樹（いきものがかり））の編曲を担当した。
ピアノ演奏では、1999年ヴィオラとの共演で第9回日本室内楽コンクール第1位。多くのコンクール受賞者を伴奏で支える。2003年「otoの会新作コンサートシリーズ」では自作初演を含む全曲初演リサイタルを行った。JTアートホール「アフターヌーンコンサート」やNHK「FMリサイタル」への出演など、伴奏や室内楽での活動が多い。
指揮では在学中、同窓生を中心に「オーケストラ・アニマ」を結成したほか、日本現代音楽協会アンサンブル「アド・ホック」に客演。また三善晃「花火の音楽」を初公開全曲演奏を行うなど、ピアノ演奏を含め、日本人作曲家の作品の初演を数多く手掛けている。
現在、桐朋女子高等学校音楽科教諭および桐朋学園大学音楽科非常勤講師。

## 主な作品
NHK全国学校音楽コンクール中学校の部課題曲の編曲を手掛けた。
- 第75回（2008年）：手紙 〜拝啓 十五の君へ〜（作詞・作曲：アンジェラ・アキ）
- 第76回（2009年）：YELL（作詞・作曲：水野良樹（いきものがかり））　いずれも女声三部、混声三部の2版を出版
  - 「手紙(混声4部版)」「YELL(混声4部版)」(2014 / NEW東京混声合唱団愛唱曲集「手紙」に収録)

- 女声合唱とピアノのための「立原道造の詩による四つの心象」
- 混声合唱とピアノのための「ブルレスカ」(2007)
- 無伴奏混声合唱曲「あらべすく ～ 歌人 京極為兼 讃 ～」
- 混声合唱とピアノのための「尾形亀之助の詩によるエチュード」(2014)